# لور أدلر
لور أدلر (بالفرنسية: Laure Adler)‏ هي منتجة راديو ‏ وكاتِبة وصحفية فرنسية، ولدت في 11 مارس 1950 في كاين في فرنسا.

## وصلات خارجية
- جوزفين أدلر على موقع IMDb (الإنجليزية)
- جوزفين أدلر على موقع ألو سيني (الفرنسية)
- جوزفين أدلر على موقع قاعدة بيانات الفيلم (الإنجليزية)
- جوزفين أدلر على موقع كينوبويسك (الروسية)